# Genki Sudō
Genki Sudō (japonés: 須藤元気 Sudō Genki; Kōtō, Tokio, 8 de marzo de 1978) es un artista marcial mixto japonés que compitió en Pancrase, UFC, K-1 y HERO'S.

## Biografía
Comienza su carrera en 1993 practicando wrestling y proclamándose tres años después campeón júnior del “All Japan Junior Olympics”. Después al graduarse se traslada a Santa Mónica (Estados Unidos) para continuar sus estudios de arte, a la vez que hace su ingreso en el Beverly Hills Jiu Jitsu Club, regentado por M. Vinicius en la época en que Bass Rutten entrenaba en dicho club. Después de terminar sus estudios, en 1999 Genki abandona los Estados Unidos y vuelve a Japón donde empieza su carrera como luchador profesional.

### Carrera
Empieza peleando en la conocida organización japonesa Pancrase, cinco peleas después participa en el evento Colosseum 2000, junto con luchadores como Sperry, Horn, Kondo o el mítico Rickson Gracie. En el Pancrase Trans 6 somete de forma espectacular a C. Oxley, donde agarró a su oponente por los pies y empezó a girar sobre sí mismo (similar a un giant swing de lucha libre profesional) para terminar encajándole la llave, una sumisión que es hoy ya todo un clásico.
En el 2002 debuta en el UFC 38 celebrado en el Reino Unido, sometiendo al luchador local L. Remedios mediante un mataleón. En su siguiente aparición en la organización americana, UFC 42, pierde por decisión de los jueces ante Duan “Bang” Ludwig. Ya en el 2004 se enfrenta a todo un mito del jiu jitsu brasileño, Royler Gracie, al que vence tras encajarle una duro rodillazo.
Su última victoria importante fue ante el mito del muay thai Ramon Dekkers al que sometió con un bonito "heel hook". Se retiró el 31 de diciembre de 2006, debido a que tenía varias lesiones. Cabe destacar la participación de Genki Sudo en el K-1, donde ostenta un récord de 2 victorias 3 derrotas, eso si derrotas ante oponentes como Masato o Kraus.
En su país es una celebridad, no solo conocido por su faceta de luchador, sino también por su aparición en series, programas, anuncios e incluso alguna película.
En el año 2011 forma la banda japonesa "Orden Mundial" tras su retiro de las artes marciales mixtas, con éxitos como "World Order 2012" y "Máquina Civilización". Esta última fue producida en respuesta al terremoto y tsunami de Tohoku de 2011.
En la mayoría de sus videos se presentan bailando con coreografías robóticas en diferentes ciudades, países o lugares públicos. 
Sudo, es un budista practicante. Adorna su espalda con un gran tatuaje inspirado en las líneas de Nazca (Perú), en su hombro izquierdo un tribal americano que representa el “símbolo de la vida” y las letras Hindú que representan un esperanzador “Todo ira bien”. Para finalizar en su hombro derecho una composición de letras japonesas diseñada por el mismo.

## Récord de artes marciales mixtas
| Resultado | Registro | Oponente          | Método                       | Evento                                             | Fecha                    | Asalto | Tiempo | Localización                              | Notas |
| --------- | -------- | ----------------- | ---------------------------- | -------------------------------------------------- | ------------------------ | ------ | ------ | ----------------------------------------- | ----- |
| Victoria  | 16-4-1   | Damacio Page      | Rendición (triangle choke)   | K-1 PREMIUM 2006 Dynamite!!                        | 31 de diciembre de 2006  | 1      | 3:05   | Osaka, Japón                              |       |
| Victoria  | 15-4-1   | Ole Laursen       | Decisión (unánime)           | Hero's 4                                           | 15 de marzo de 2006      | 3      | 5:00   | Tokio, Japón                              |       |
| Derrota   | 14-4-1   | Norifumi Yamamoto | TKO (golpes)                 | K-1 PREMIUM 2005 Dynamite!!                        | 31 de diciembre de 2005  | 1      | 4:39   | Osaka, Japón                              |       |
| Victoria  | 14-3-1   | Hiroyuki Takaya   | Rendición (triangle choke)   | Hero's 3                                           | 7 de septiembre de 2005  | 2      | 3:47   | Tokio, Japón                              |       |
| Victoria  | 13-3-1   | Kazuyuki Miyata   | Rendición (armbar)           | Hero's 3                                           | 7 de septiembre de 2005  | 2      | 4:45   | Tokio, Japón                              |       |
| Victoria  | 12-3-1   | Ramon Dekkers     | Rendición (heel hook)        | Hero's 1                                           | 26 de marzo de 2005      | 1      | 2:54   | Saitama, Japón                            |       |
| Victoria  | 11-3-1   | Royler Gracie     | KO (golpes)                  | K-1 MMA ROMANEX                                    | 22 de mayo de 2004       | 1      | 3:40   | Saitama, Japón                            |       |
| Victoria  | 10-3-1   | Mike Brown        | Rendición (triangle/armbar)  | UFC 47                                             | 2 de abril de 2004       | 1      | 3:31   | Paradise, Nevada, Estados Unidos          |       |
| Victoria  | 9-3-1    | Butterbean        | Rendición (heel lock)        | K-1 PREMIUM 2003 Dynamite!!                        | 31 de diciembre de 2003  | 2      | 0:41   | Nagoya, Japón                             |       |
| Derrota   | 8-3-1    | Duane Ludwig      | Decisión (dividida)          | UFC 42                                             | 25 de abril de 2003      | 3      | 5:00   | Miami, Florida, Estados Unidos            |       |
| Victoria  | 8-2-1    | Leigh Remedios    | Rendición (rear-naked choke) | UFC 38                                             | 13 de julio de 2002      | 2      | 1:38   | Londres, Inglaterra, Reino Unido          |       |
| Victoria  | 7-2-1    | Kenichi Yamamoto  | Rendición (rear-naked choke) | Rings: World Title Series 5                        | 21 de diciembre de 2001  | 2      | 1:46   | Yokohama, Japón                           |       |
| Victoria  | 6-2-1    | Brian Lo-A-Njoe   | Rendición (triangle choke)   | Rings: Battle Genesis Vol. 8                       | 21 de septiembre de 2001 | 1      | 2:17   | Tokio, Japón                              |       |
| Victoria  | 5-2-1    | Craig Oxley       | Rendición (achilles lock)    | Pancrase – Trans 6                                 | 31 de octubre de 2000    | 1      | 3:14   | Tokio, Japón                              |       |
| Empate    | 4-2-1    | André Pederneiras | Empate                       | C2K – Colosseum 2000                               | 26 de mayo de 2000       | 1      | 15:00  | Tokio, Japón                              |       |
| Derrota   | 4-2-0    | Kiuma Kunioku     | Decisión (unánime)           | Pancrase – Trans 2                                 | 27 de febrero de 2000    | 2      | 3:00   | Osaka, Japón                              |       |
| Victoria  | 4-1-0    | Nate Marquardt    | Rendición (armbar)           | Pancrase – Breakthrough 11                         | 18 de diciembre de 1999  | 1      | 13:31  | Yokohama, Japón                           |       |
| Victoria  | 3-1-0    | Victor Hunsaker   | TKO (codazos)                | Pancrase – Breakthrough 9                          | 25 de octubre de 1999    | 1      | 1:43   | Tokio, Japón                              |       |
| Derrota   | 2-1-0    | Minoru Toyonaga   | Decisión (unánime)           | Pancrase – 1999 Neo-Blood Tournament Second Round  | 1 de agosto de 1999      | 2      | 3:00   | Tokio, Japón                              |       |
| Victoria  | 2-0-0    | Kousei Kubota     | Decisión (unánime)           | Pancrase – 1999 Neo-Blood Tournament Opening Round | 1 de agosto de 1999      | 2      | 3:00   | Tokio, Japón                              |       |
| Victoria  | 1-0-0    | Tiki Ghosn        | Decisión (kneebar)           | ES 2 – Extreme Shoot 2                             | 6 de junio de 1998       | 3      | 5:00   | Mission Viejo, California, Estados Unidos |       |